# Dunzweiler
Dunzweiler est une municipalité de la Verbandsgemeinde Waldmohr, dans l'arrondissement de Kusel, en Rhénanie-Palatinat, dans l'ouest de l'Allemagne.